# Paralimnophila pewingi
Paralimnophila pewingi är en tvåvingeart som beskrevs av Günther Theischinger 1996. Paralimnophila pewingi ingår i släktet Paralimnophila och familjen småharkrankar. Inga underarter finns listade i Catalogue of Life.